# Layan Loor
Layan Manuel Loor Requelme (ur. 23 maja 2001 w Lago Agrio) – ekwadorski piłkarz występujący na pozycji lewego obrońcy, od 2023 roku zawodnik Universidadu Católica.